# Helis
Helis a fost reședința primilor regi geto-daci. Sunt mai multe ipoteze cu privire la localizarea acesteia. 
Vasile Pârvan consideră că ea este localizată în Bărăgan, în locul Piscul Crăsani de pe raza comunei Balaciu, județul Ialomița.